# Алберт Саксонски
Алберт Саксонски (на латински: Albertus de Saxonia; Albert von Rickmersdorf; Albert von Sachsen, Albert von Helmstedt, Albertutius, Albert von Ricmestorp, Albertus parvus) e средновековен германски философ, логик и математик, ученик на Жан Буридан, който, на свой ред, е ученик на Уилям от Окам.

## Биография
Алберт Саксонски е роден като Алберт Рике около 1316 г. в Рикенсдорф близо до Халберщат в семейството на дребения фермер Бернхард Рике. След следване в Прага и Париж става преподавател в Парижкия университет от 1351 до 1362 г, а през 1353 е избран и за ректор на Сорбоната. След тази преподавателска дейност Алберт заминава за двора на папа Урбан V в Авиньон, където по поръчение на херцог Рудолф IV от Австрия води успешни преговори за създаване на университет във Виена. През 1365 г. е основан Виенският университет и Алберт Саксонски става негов пръв ректор. На 21 октомври 1366 г. Алберт е произведен за епископ на Халберщат под името Албрехт III (и оттогава нататък бива наричан с него).
Сред по-важните му съчинения са „Логика“, „Въпроси върху втора аналитика“, „Софизми“, „Трактат върху задълженията“ и „Парадокси“.
Умира на 8 юли 1390 година в Халберщат на 74-годишна възраст.

## Идеи
В областта на логиката се интересува от силогистиката на Аристотел и по-специално от теорията на обръщане на съжденията. Обект на изследванията му е теорията на формалното следване, към което отнася и извеждането на следствия от хипотези. В своето съчинение „Логика“ формулира правило, тясно свързано с изразите „е В“ и „е не-В“. Първият означава като „краен предикат“, а вторият – като „безкраен предикат“. Правилото е: от отрицанието на израз с крайни предикати не следва утвърдително твърдение с безкрайни (отрицателни) предикати. Пише върху квадратурата на кръга и отношението на диаметъра към страната на вписания квадрат. Роберт Ауди смята че „работата му е компетентна, но рядко оригинална“.

## Произведения
- Perutilis Logica Magistri Alberti de Saxonia (Very Useful Logic), Venice 1522 and Hildesheim 1974 (reproduction)
- Albert of Saxony's twenty-five disputed questions on logic. A critical edition of his Quaestiones circa logicam / by Michael J. Fitzgerald, Leiden: Brill, 2002
- Quaestiones in artem veterem critical edition by Angel Muñoz Garcia, Maracaibo, Venezuela: Universidad del Zulia, 1988
- Quaestiones on the Posterior Analytics
- Quaestiones logicales (Logical Questions)
- De consequentiis (On Consequences) – attributed
- De locis dialecticis (On Dialectical Topics) – attributed
- Sophismata et Insolubilia et Obligationes, Paris 1489 and Hildesheim 1975 (reproduction)
- Expositio et quaestiones in Aristotelis Physicam ad Albertum de Saxonia attributae critical edition by Benoit Patar, Leuven, Peeters Publishers, 1999
- Questiones subtilissime in libros Aristotelis de caelo et mundo, Venetiis, 1492. Questiones subtilissime super libros posteriorum, Venetiis 1497 Hildesheim 1986 (reproduction)
- Alberti de Saxonia Quæstiones in Aristotelis De cælo critical edition by Benoit Patar, Leuven, Peeters Publishers, 2008
- De latudinibus, Padua 1505
- De latitudinibus formarum
- De maximo et minimo
- De quadratura circuli – Question on the Squaring of the Circle
- Tractatus proportionum, Venice 1496 and Vienna 1971: editor Hubertus L. Busard